# Сан-Вендем'яно
Сан-Вендем'яно (італ. San Vendemiano, вен. San Vendeman) — муніципалітет в Італії, у регіоні Венето, провінція Тревізо.
Сан-Вендем'яно розташований на відстані близько 450 км на північ від Рима, 55 км на північ від Венеції, 26 км на північ від Тревізо.
Населення — 10 104 особи (2014).
Щорічний фестиваль відбувається 1 червня. Покровитель — San Vendemiale.

## Демографія
Населення за роками:

Станом на 1 січня 2023 року в муніципалітеті офіційно проживали 734 іноземці з 59 країн, серед них 141 громадянин країн Євросоюзу та 58 громадян України.

## Сусідні муніципалітети
- Кодоньє
- Конельяно
- Марено-ді-П'яве
- Сан-Фйор